# روبرتو بيريرا
روبرتو بيريرا هو لاعب كرة قدم كوبي، ولد في 24 أغسطس 1949 في Santo Domingo, Cuba ‏ في كوبا. شارك مع منتخب كوبا لكرة القدم.

## وصلات خارجية
- روبرتو بيريرا على موقع الاتحاد الدولي (مؤرشف)  (الإنجليزية)
- روبرتو بيريرا على موقع ناشيونال فوتبول تيمز (الإنجليزية)
- روبرتو بيريرا على موقع عالم كرة القدم.نت (الإنجليزية)
- روبرتو بيريرا على موقع اللجنة الأولمبية الدولية (الإنجليزية)
- روبرتو بيريرا على موقع أوليمبيديا (الإنجليزية)